# Світловий пістолет

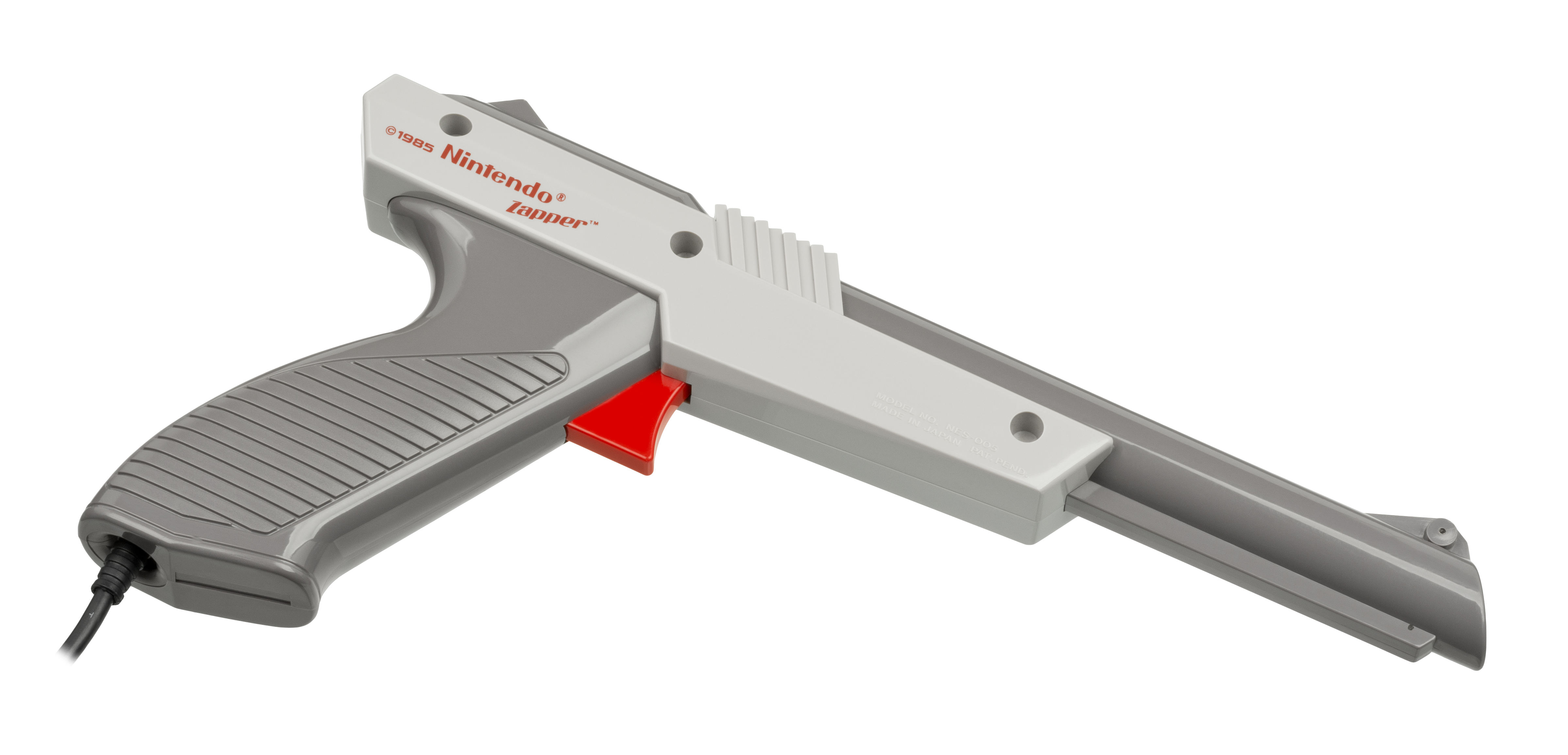
Світловий пістолет NES Zapper від Nintendo

Світловий пістолет — вказівний пристрій комп'ютера та ігровий контроллер. Інколи вживається також назва світлова рушниця.
Як вказівний пристрій, світловий пістолет і подібний пристрій світлове перо використовуються рідко через популярність комп'ютерних миш і розвиток технологій дисплеїв — звичайний світловий пістолет працює тільки з кінескопами.

## Історія

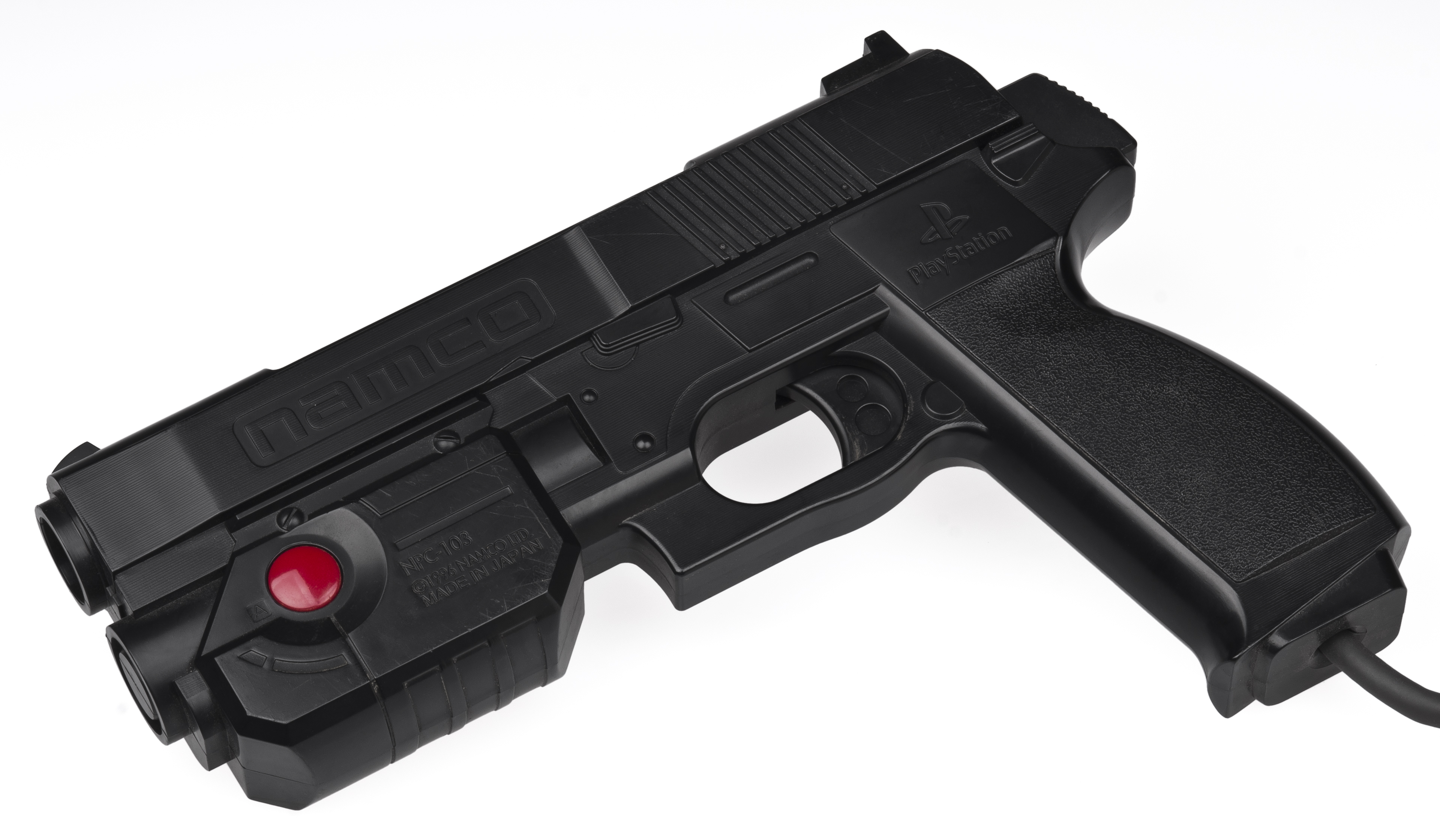
Світловий пістолет GunCon для PlayStation.

Поява світлових пістолетів пов'язана з експериментами з вакуумними фотоелементами та світловими тирами в 1930-і роки. В таких тирах в мішені розташовувався фотоелемент, а в стволі пістолета — джерело світла. Очко зараховувався, якщо в момент пострілу світло потрапляло в фотоелемент.
Першим комерційним автоматом, який діяв за таким принципом став Seeburg Ray-O-Lite, випущений в 1936. Рушниця випускала промінь світла, яким потрібно було влучити в рухому ціль у вигляді качки, що містила фотоелемент.
В 1966 Sega випустила електромеханічний ігровий автомат Periscope на тому ж принципі, з мішенями у вигляді кораблів. Протягом 1970-х вийшла низка подібних автоматів, серед них Missile та Duck Hunt (не плутати з одоіменною відеогрою). В 1972 було випущено ігрову консоль Magnavox Odyssey, де світлова рушниця підключалася через кабель. При цьому працювала вона тільки з телевізорами Magnavox.
Згодом світлові пістолети стали продаватися для приставок NES, Sega Megadrive, SNES. Одним з найвідоміших був NES Zapper, який підтримував близько 20 ігор, серед них популярну Duck Hunt.
Пізніші моделі засновувалися на синхронізації з розгорткою екрану. В 90-х світлові пістолети використовувалися в аркадних автоматах та відеоіграх жанру тир і шутер як The House of the Dead чи Point Blank.
Світлові пістолети використовувалися також з приставками Sega Saturn, Xbox та іншими аркадними і консольними системами.
В 2007 році Wii випустила Wii Zapper для Wii, який поєднується з Wii Remote. Він не є традиційним світловим пістолетом, а використовує Sensor Bar з інфрачервоними світлодіодами.

## Цікаві факти
- NES Zapper можна було "обманути" піднісши до дула лампочку чи інше джерело світла. Справа була в тому, що в момент пострілу екран на мить ставав чорним, а ціль білою, залежно від того, на яку область було спрямоване дуло, визначалося чи влучив гравець.